# غلين (نيويورك)
غلين (بالإنجليزية: Glen, New York)‏ هي بلدة أمريكية تقع في الولايات المتحدة في مقاطعة مونتغومري، نيويورك. يقدر عدد سكانها بـ 2,507 نسمة ومساحتها 101.8 كم2 وترتفع عن سطح البحر 180 متر.